# Instituut voor Arbeidersontwikkeling

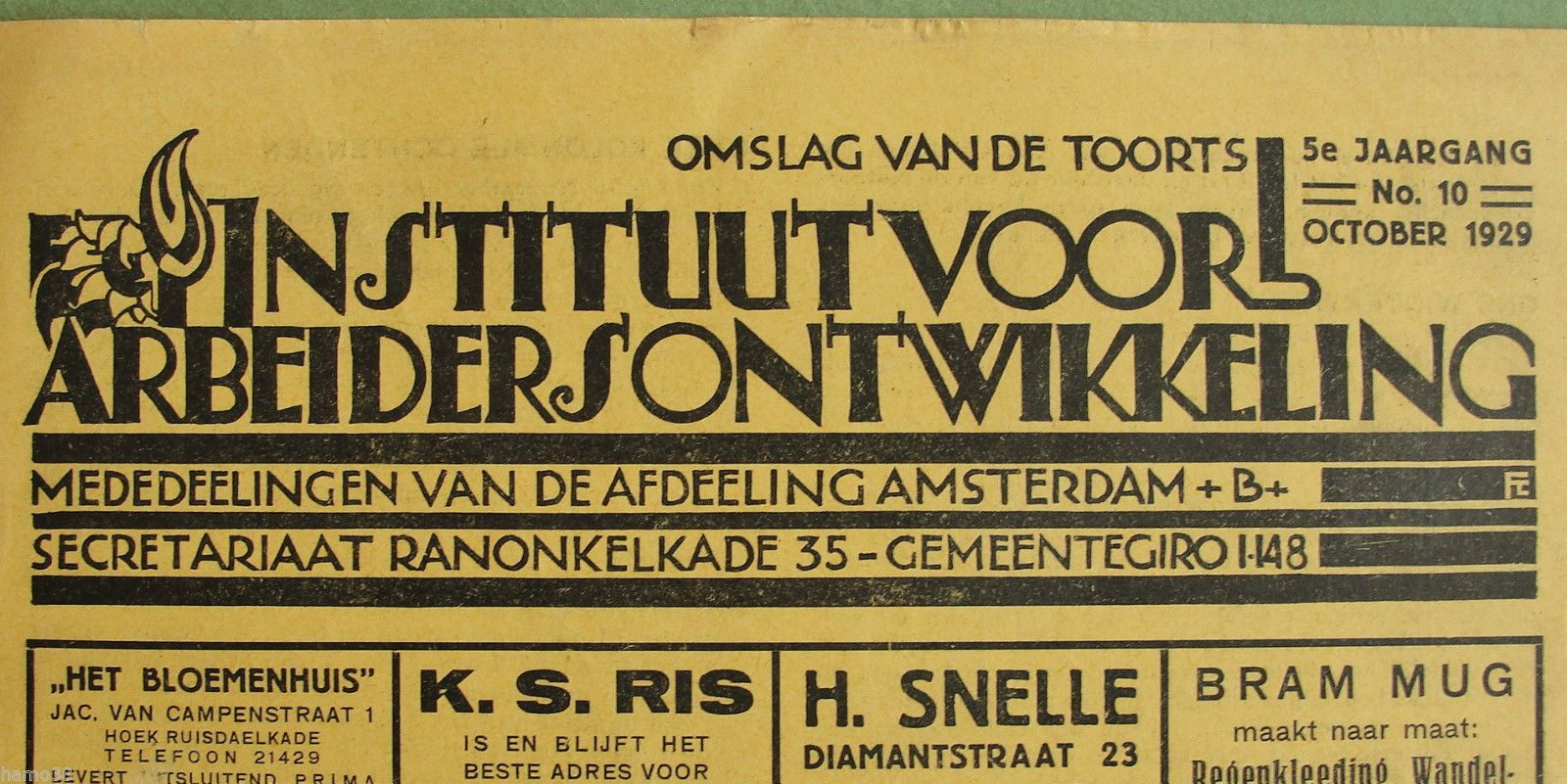
Het ledenblad van het Instituut voor Arbeidersontwikkeling “De Toorts” (oktober 1929).

Het Instituut voor Arbeidersontwikkeling (IVAO) was een vereniging, die in 1924 werd opgericht door de Sociaal-Democratische Arbeiderspartij in Nederland (SDAP) en het Nederlands Verbond van Vakverenigingen (NVV). Het instituut bestond van 1924 tot 1959 en was gevestigd te Amsterdam. Het IVAO was een voorloper van het Nederlands Instituut voor Volksontwikkeling en Natuurvriendenwerk (NIVON).
In 1923 begonnen Petrus Voogd en Koos Vorrink met een commissie die de oprichting van het Instituut voorbereidde. Koos Vorrink deed daarbij vooral de propaganda. Het Centraal Bestuur van het IVAO legde jaarlijks verantwoording af aan de besturen van de SDAP en het NVV. Iedere twee jaar werd een conferentie gehouden waarop het Centraal Bestuur verslag uitbracht van de verrichte werkzaamheden en werden de voorstellen behandeld, welke door het Centraal Bestuur of de afdelingen waren ingediend. Vanaf september 1925 verscheen het instituutsblad 'De Toorts', met Voogd als redacteur. De eerste voorzitter werd parlementslid en vakbondsbestuurder Roel Stenhuis.

## Doelstellingen

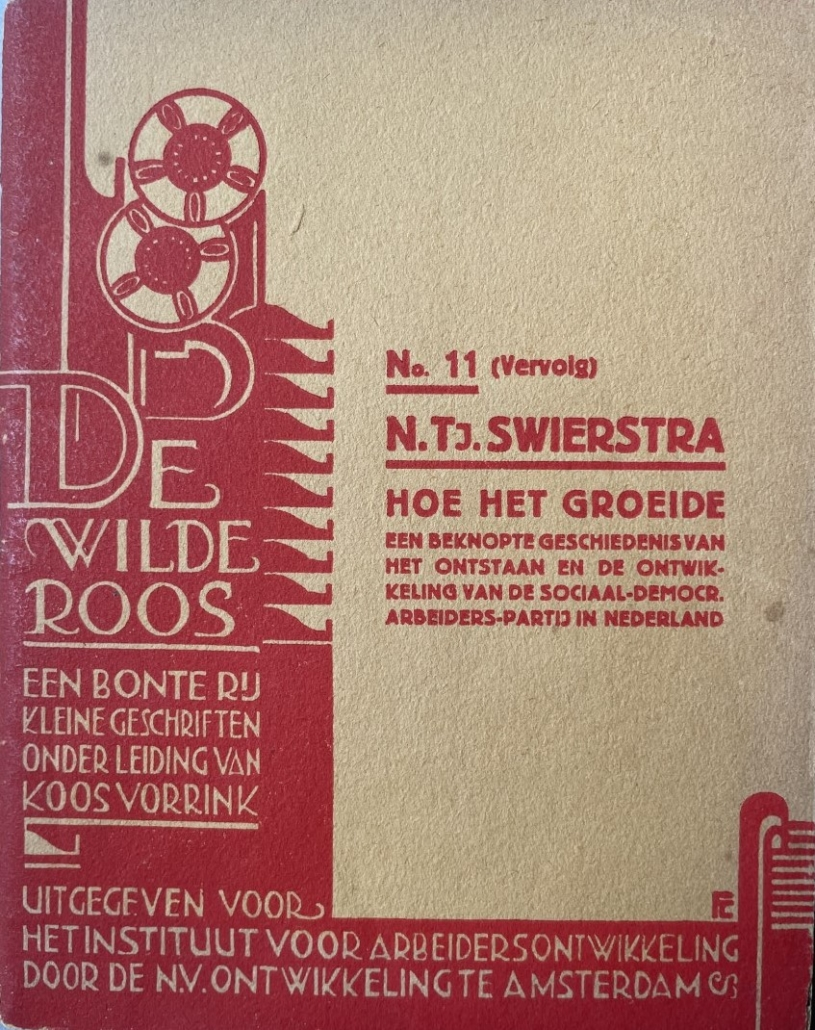
Boekje uit de serie "De Wilde Roos", uitgegeven door het Instituut tussen 1927 en 1930.

De bevordering der culturele vorming en geestelijke ontwikkeling van de arbeidersklasse gebeurde door:
- het houden van lezingen en cursussen van allerlei aard, ook voor speciale doeleinden
- het uitgeven van inleidingen, schema's, syllabi, litteratuuropgaven en verdere geschriften ter bevordering van het doel van het Instituut
- het aanwijzen van goede lectuur en het bevorderen van het bibliotheekwezen
- het inrichten van een lichtbeelden- en filmdienst
- het bevorderen van den kunstzin der arbeiders middels toneelvoorstellingen en concerten
- het organiseren van tentoonstellingen en feestelijke bijeenkomsten
- het inrichten van wandeltochten, excursies en reizen
- het bevorderen van de totstandkoming van internaten voor arbeidersontwikkeling
- het houden van propagandavergaderingen en conferenties
- het inrichten van geschikte localiteiten en terreinen voor de doeleinden der arbeidersontwikkeling

## Versterking socialistisch gevoel
Om mensen te binden aan de beweging diende het ’het socialistisch gevoel’ te worden versterkt. Ter promotie werden op de verschillende afdelingen films vertoond, liefst met een sociale strekking. Een populaire film was de Russische rolprent Pantserkruiser Potjomkin uit 1925. Ook werden grote feesten georganiseerd zoals Pinkster- en zomerfeesten. Op zondag waren er zogeheten ’zondagochtendbijeenkomsten’. Het Instituut had ook een eigen beroepstoneel, dat sociale toneelstukken speelde, speciaal die van Herman Heijermans.
Om het kader van de beweging te scholen werden weekeindcursussen gehouden over de beginselen van de sociaaldemocratieën en de actiepunten van partij en vakbeweging. Bezoekers van de cursussen waren kaderleden van de partij, de vakbonden, het Instituut zelf, de AJC en de Vrouwenclubs. De eerste jaren werden onderwerpen behandeld als bijvoorbeeld 'Karl Marx en de arbeidersklasse' en 'De economische en politieke toestand in Europa'. Later werden thema’s gekozen die dichter bij de programma’s lagen van SDAP en NVV, zoals werklozenzorg en werkverruiming, staatspensionering en invaliditeitsuitkering. Petrus Voogd voerde in 1926 fusiebesprekingen met de Nederlandsche Arbeiders Reis Vereeniging die in 1929 tot een fusie leidde.

## Natuurvrienden
In de jaren 1930 kwam de nadruk minder op socialistische arbeidersontwikkeling te liggen. De in 1932 gestarte Arbeidersavondscholen telden aan de eind van dat jaar reeds meer dan 3400 leerlingen. Het minder nadruk leggen op het socialistische karakter kwam mede door de aansluiting van de Arbeiders Reisvereniging bij de IVAO. Nadat er een professioneel Arbeidersreisbureau was gekomen kregen de meeste afdelingen een aparte groep ’natuurvrienden’. Hierdoor werd het voor arbeiders mogelijk om vakantie te vieren in een natuurlijke, gezonde omgeving die hun gezondheid en werkkracht ten goede kon komen.

## Heroprichting
In oktober 1940 hief het instituut zichzelf op. Na de Tweede Wereldoorlog volgde heroprichting, los van partij en vakbonden. De doelstelling verschoof van socialistische arbeidersontwikkeling tot volksontwikkeling op sociaaldemocratische grondslag. In 1959 werd de naam als uitvloeisel daarvan gewijzigd in 'Nederlands Instituut voor Volksontwikkeling en Natuurvriendenwerk', NIVON.
Arbeiders Jeugd Centrale · De Arbeiderspers · Bond van Sociaal-Democratische Vrouwenclubs · De Centrale · Nederlands Verbond van Vakverenigingen · IVAO / Nivon · SDAP / PvdA · VARA · Het Volk / Het Vrije Volk · Voorwaarts · Vrij Nederland · De Zaaier